# Baronia de Polop
La Baronia de Polop fou una jurisdicció senyorial a l'entorn del Castell de Polop que fou concedida vers el 1268 a Berenguela Alfonso, i vers 1275 a Bertran de Bellpuig. Posteriorment passà a mans de Rodrigo Díaz de Mendoza, baró de Polop que el 1430 comprà a Joan II de Navarra la baronia de Benidorm. Per enllaç passà als Fajardo, als Puixmarín-Rocafull, als Teijeiro, als Valda i als Bernuy.
El territori d'aquesta baronia, enclavat a la comarca de la Marina, s'estén des dels rius Guadalest i Algar fins al terme de la Vila Joiosa, comprenent les platges de l'Albir i Benidorm, per l'interior limitava amb Callosa i el Castell de Guadalest.
Quan es funda aquesta baronia pren el nom de Polop perquè en aquesta època era el centre més important i el seu castell era la fortalesa més potent i més adequada per a la seguretat i defensa. Aquí s'hi instal·la el senyor i regularment resideix el baró o els seus procuradors, especialment quan passa aquest senyoriu a la família dels Fajardo.